# SN 1999L
SN 1999L – supernowa typu Ia odkryta 13 stycznia 1999 roku w galaktyce A092831-0019. W momencie odkrycia miała maksymalną jasność 23,20m.